# Клейе, Фёдор Фёдорович
Фёдор Фёдорович Клейе (нем. Friedrich Wilhelm Ludwig Karl Kleye; 29 января 1851 Gunthersdorf – Oschersleben (Bode), Prussia — 21 ноября 1923 Пархау, Саксония-Анхальт, Германия) — горный инженер.

## Биография
Фридрих Вильгельм Людвиг Карл Клейе родился в Gunthersdorf – Oschersleben (Bode) 29 января 1851 года в семье немцев-лютеран. Работал в 1878—1892 годах на Камско-Воткинском и Нижне-Тагильском заводах горным инженером по выпуску мартеновской и тигельной стали. В 1883—1898 годах работает в Роял Датч Петролеум на Суматре. В 1898 приезжает на Сахалин, и получает права на разведку нефти на Боатасинской и Нутовской площадях, расположенных в районе восточного побережья острова, вблизи залива Чайво. Как и Григорий Зотов Ф. Ф. Клейе является пионером нефтяной промышленности на Сахалине. Для финансирования разведочных работ Ф. Ф. Клейе организует в 1899 году в Лондоне «Сахалинский и Амурский горно-промышленный синдикат», в 1901 году Сахалинское нефтепромышленное товарищество, а в 1908 году в Тяньцзине «Немецко-китайскую компанию». В 1910 образована "Петербургско-Сахалинское нефтепромышленное и каменноугольное общество. В 1909 году к работам была привлечена Чайна Ойл К Лтд.
Всего Ф.Клейе пробурил пять скважин на Боатасино глубиной 83,128, 183, 283 и 290 м,, и четыре скважины на Нутово глубиной 65, 84, 95 и 102 м. На Боатасино в 1910 году был получен первый фонтан нефти на Сахалине, но суммарная добыча из скважины составила всего 4578,8 литра. Максимальная добыча нефти на месторождениях Ф.Клейе была достигнута в 1912 году в объеме 900 пудов.
В 1900 году Клейе Фёдор Фёдорович принимает российское подданство, Он активно участвует в создании благоприятных условий для развития нефтяной промышленности на восточном побережье Сахалине. По его инициативе был организован таможенный пост в заливе Чайво и учреждена должность урядника на его промыслах. 16 августа 1906 года в Александровске состоялось совещание «О мерах для развития горного промысла на Сахалине», Не забывает он и о твердых полезных ископаемых. В 1902 году горный инженер Клейе сообщает об открытии близ самого поста Александровского богатых залежей железной руды (не подтвердившихся), а в июне 1912 года он проводит поиски россыпного золота в долине р. Иман (Приморье) по инициативе Ю.Бринера, одного из владельцев акционерного горнопромышленного общества Тетюхе. Горный инженер округа П. Я. Медведев высоко оценил первую дорогу длиной 20 верст на Северном Сахалине, построенную Ф.Клейе между Боатасино и Нутово как основу для будущего строительства здесь подобной сети дорог. В 1909 году на южном берегу пролива Ф.Клейе строит маяк, вошедший в описание лоций как «Огонь Клейе (пушка)».
Член Императорского Русского Географического общества с 19 апреля 1900 года, с октября 1907 года Ф.Клейе секретарь городской концессии России в Тяньзине,
После русско-японской войны, в 1906 году, Ф.Клейе берется за наблюдением над лютеранским молитвенным залом в Александровске на Сахалине, а его жена проводит богослужения.
В 1914 году, в связи с началом войны с Германией, депортирован из России.

## Память
Имя Клейе присвоено открытому им проливу (пролив Клейе: соединяет с Охотским морем залив Чайво (залив расположен у северного берега острова Сахалин); название проливу присвоено в 1903 году; Фёдором Фёдоровичем Клейе была установлена судоходность пролива), Нивхи называют его течение Твах.

## Семья
Родители Ф.Клейе: Friedrich Leopold Klege (1831-?) Oschersleben (Bode) и Charlotte Wilhelmina von Koppelow (1820-?), происходящая из магдебургской дворянской семьи. От первого брака с Berta Amalie Marie Dinse (1859—1945) у Ф. Ф. Клейе было двое сыновей: Carl Friedrich (Fritz) (1882-?) и Max Paul Albert (1890-27.04.1916) и дочь Hermine Adelheid Franziska Kleye Nolte (23.01.1892 −1.11.1945). У него так же была еще одна дочь Hermine Glenewinkel Nolte (1876—1965).От второй жены — Maria Friedrich Max Hermine (р.1876) у Ф. Ф. Клейе была дочь Therese (Resi) Elsa Dorothea Kleye Abshagen Staeves -(1895—1955).